# Lane Changer
Lane Changer es el primer álbum de estudio del músico estadounidense Michael Fennelly. Fue publicado en marzo de 1974 a través del sello discográfico Epic Records. 

## Antecedentes
Después de que Crabby Appleton se disolvió a principios de 1972, Fennelly paso un tiempo viviendo la vida fuera de la carretera en una casa alquilada escribiendo canciones. Vivía allí con su gato calicó Ace, rodeado de vecinos comprensivos que soportaban el sonido de guitarras eléctricas ruidosas, sin quejarse. Cuando se le ocurrieron un puñado de canciones que sentía que valía la pena presentar a la gente, consiguió un representante para vender sus demos a los sellos discográficos. Grabó media docena de canciones solo con guitarra, voz y sobregrabaciones de guitarra y voz. Algunas de las canciones eran en las que había estado trabajando mientras todavía estaba con Crabby, algunas eran más nuevas. También incluyó una versión doo wop de una canción de la década de 1930, aunque ahora la escucha y se pregunta qué diablos estaba pensando, aparte de “¡esto sería divertido!”.
Al poco tiempo, Epic Records expresó interés en las grabaciones y firmó con ellos para grabar lo que se convertiría en el álbum Lane Changer. Las conversaciones con Epic sobre posibles productores para el proyecto dieron como resultado el nombre de Chris White, quien había sido el bajista y compositor del gran grupo de invasión británica The Zombies, y ahora estaba produciendo el grupo Argent, también en Epic Records. Le dieron algunos álbumes de Argent a Fennelly para que los escuchara y, aunque su material y estilo eran muy diferentes a los suyos, la excelencia de la producción de los álbumes le resultó inmediatamente evidente. Tenían profundidad, claridad y continuidad: no sólo eran una colección de canciones, sino álbumes. Fennelly se alegró mucho cuando Chris aceptó producir mi álbum. El plan era que grabara en los estudios de CBS en Londres, donde Chris haría que algunos de los músicos de Argent tocaran en las pistas de acompañamiento, así como otros músicos que buscaría en su extenso “libro negro”.

## Recepción de la crítica
Billboard comentó: “[Fennelly] emprende un rumbo decididamente de rock pesado que parece encaminado hacia Inglaterra en sus influencias: guitarras solistas metálicas, voces quejumbrosas y algunas melodías impresionantes ofrecen una mezcla que recuerda a Led Zep, los primeros Humble Pie y otros puntos de referencia del Reino Unido”.

## Lista de canciones
Todas las canciones escritas y compuestas por Michael Fennelly.
Lado uno
1. «Lane Changer» – 2:34
2. «Touch My Soul» – 4:03
3. «Won't You Please Do That» – 3:14
4. «Over My Dead Body» – 2:36
5. «Dark Night» – 4:25
6. «Easy to Love» – 3:03

Lado dos
1. «Shine a Light» – 3:02
2. «Bad Times» – 5:54
3. «Flyer» – 2:51
4. «Watch Yerself» – 3:29
5. «Give Me Your Money» – 4:03

## Créditos y personal
Créditos adaptados desde las notas de álbum de Lane Changer.
Músicos
- Michael Fennelly – voces, guitarra, pirotecnia en «Lane Changer»
- Casey Foutz – teclados
- Robert Henrit – batería en «Lane Changer», «Won't You Please Do That», «Dark Night», «Shine a Light», «Bad Times», «Watch Yerself» y «Give Me Your Money»
- Jim Rodford – bajo eléctrico en «Lane Changer», «Won't You Please Do That», «Dark Night», «Shine a Light», «Bad Times», «Watch Yerself» y «Give Me Your Money»
- Henry Spinetti – batería en «Touch My Soul» y «Over My Dead Body»
- Dave Wintour – bajo eléctrico en «Touch My Soul», «Over My Dead Body» y «Flyer»
- Mike Cotton – trompeta en «Touch My Soul» y «Over My Dead Body»
- John Beacham – trombón en «Touch My Soul» y «Over My Dead Body»
- Alan Holmes – saxofón en «Touch My Soul» y «Over My Dead Body», clarinete en «Over My Dead Body»
- Rod Argent – coros en «Touch My Soul» y «Won't You Please Do That», Mellotron en «Dark Night»[a]
- Russ Ballard – coros en «Touch My Soul» y «Won't You Please Do That»
- Mystery Singer – coros en «Touch My Soul» y «Won't You Please Do That»
- Gaspar Lewel – percusión en «Won't You Please Do That» y «Flyer»
- Mike Giles – batería en «Flyer»
- Nick Newall – saxofón soprano en «Flyer»
- Jeff Beck – guitarra líder en «Watch Yerself»[4]

Personal técnico
- Chris White – productor
- Mike Ross – ingeniero de audio
- John Van Hamersveld – ilustración, diseño